# 2012年7月

## 7月1日
- 馬來西亞霹靂州的玲瓏谷、德國拜羅伊特大劇院、法國北部加來海峽的煤礦盆地和伊朗伊斯法罕的星期五清真寺等成功申遺。明報（页面存档备份，存于）

## 7月2日
- 英国葛兰素史克公司对美国司法部提出的违规营销处方药物等三项指控认罪，并同意支付30亿美元的罚金。新民网

## 7月4日
- 巴西科林蒂安队在2012年南美解放者杯决赛中击败阿根廷博卡青年队，获得冠军。搜狐（页面存档备份，存于）
- 欧洲核子研究中心宣布，科研人员通过分析大型强子对撞机取得的数据，发现了一种特性类似于希格斯玻色子的新基本粒子。新民网（页面存档备份，存于）

## 7月5日
- 位于英国伦敦的碎片大厦正式揭幕，该大厦高310米，成为欧洲最高的摩天大楼。新浪（页面存档备份，存于）

## 7月7日
- 美国选手塞雷娜·威廉姆斯在英国伦敦举行的2012年温布尔登网球锦标赛中获得女单比赛的冠军。新民网
- 2012年利比亚国民议会选举在利比亚各地成功举行。和讯网

## 7月8日
- 瑞士选手罗杰·费德勒在英国伦敦举行的2012年温布尔登网球锦标赛中获得男单比赛的冠军。21cn

## 7月10日
- 第三轮中欧高级别战略对话在北京举行。新华网 Archive.today的存檔，存档日期2013-04-28
- 俄罗斯国家杜马（议会下院）以简单多数通过俄加入世界贸易组织协议，这意味着俄罗斯将在一个月后正式成为世贸组织成员。新华网

## 7月11日
- 美国宇航局和欧洲航天局宣布发现了冥王星的第五颗卫星。联合早报

## 7月12日
- 美国财政部宣布了新一轮针对伊朗的严厉制裁措施，50多个伊朗公司和个人被列入制裁“黑名单”。新华网

## 7月15日
- “纳粹头号逃犯”拉迪斯劳·科斯泽克·科萨塔瑞（László_Csizsik-Csatáry）的行踪日前在匈牙利被锁定，并将接受审判。新华网（页面存档备份，存于）
- 南非女性政治人物德拉米尼·祖马当选非洲联盟委员会主席，从而成为首位女性非盟领导人。新浪网（页面存档备份，存于）

## 7月17日
- 前利比亚全国委员会执行委员会主席马哈茂德·吉卜里勒领导的全国力量联盟赢得卡扎菲政权倒台后的首次议会选举。中新网（页面存档备份，存于）

## 7月18日
- 叙利亚大马士革国家安全总部大楼遭到自杀式炸弹袭击，造成国防部长达乌德·拉基哈、副部长阿瑟夫·沙乌卡特、前部长哈桑·图尔克马尼和国家安全局局长希沙姆·伊赫蒂亚尔4人死亡。光明网新华网
- 納粹戰爭罪嫌犯拉斯洛·賽茲克·薩塔利（英语：László Csizsik-Csatáry）在匈牙利遭到拘捕。BBC News（页面存档备份，存于）
- 在保加利亚的布尔加斯发生一起针对以色列人的自杀式炸弹袭击，造成7人死亡，至少32人受伤。New York Times（页面存档备份，存于）

## 7月20日
- 美國科羅拉多州奧羅拉的《蝙蝠侠前传3：黑暗骑士崛起》电影首映式上發生槍擊事件，造成12人死亡，59人受傷。BBC News（页面存档备份，存于）CNN（页面存档备份，存于）

## 7月22日
- 英国选手布拉德利·威金斯获得2012年环法自行车赛的总冠军，成为首位获得环法自行车赛总冠军的英国车手。网易
- 印度国民大会党候选人、前财政部长普拉纳布·慕克吉在19日举行的总统选举中获胜，当选为新一任印度总统。人民网（页面存档备份，存于）

## 7月24日
- 中美两国23日至24日在华盛顿举行人权对话。新华网 Archive.today的存檔，存档日期2013-04-28
- 颱風韋森特掠過香港附近，並引致香港天文台發出十號颶風信號。

## 7月27日
- 2012年夏季奧林匹克運動會在英國倫敦開幕。BBC（页面存档备份，存于）

## 7月30日
- 中國2012年上半年度，3種專利（發明專利、實用新型專利、外觀設計專利）申請受理總計85.7萬件，比2011年同期增長26.8%。經濟部

## 7月31日
- 美国运动员迈克尔·菲尔普斯在2012年伦敦奥运会中获得第19枚奥运会奖牌，打破前苏联运动员拉里莎·拉特尼娜在1964年创造的纪录，成为历史上获得最多奥运会奖牌的运动员。新民网
- 印度20个邦发生停电事故，6.8亿人受影响，成为世界历史上受影响人口最多的一次停电事故。新华网（页面存档备份，存于）